# Erlach (Ochsenfurt)
Erlach ist ein Gemeindeteil der Stadt Ochsenfurt im Landkreis Würzburg (Unterfranken, Bayern).

## Geographische Lage
Angrenzende Orte des Pfarrdorfs sind Zeubelried, Sommerhausen und Kaltensondheim, das schon zum Landkreis Kitzingen gehört. Angrenzend ist ein Naturschutzgebiet mit Namen „Zeubelrieder Moor“.

## Geschichte
Der Ort Erlach ist überwiegend landwirtschaftlich geprägt. Aus den bäuerlichen Anwesen hebt sich in der Ortsmitte das Erlacher Wasserschloss hervor. Es wurde im 12. Jahrhundert von den Herren von Erlach erbaut (Erwähnt: 1151). Weitere Besitzer waren die Herren von Seinsheim, die späteren Schwarzenberg.
Am 1. Juli 1972 wurde Erlach in die Stadt Ochsenfurt eingegliedert.

### Einwohnerentwicklung
- 1910: 330 Einwohner[5]
- 1933: 350 Einwohner[6]
- 1939: 336 Einwohner[6]
- 1961: 345 Einwohner[7]
- 1970: 334 Einwohner[7]
- 1987: 331 Einwohner[8]
- 2010: 373 Einwohner

## Persönlichkeiten
- Georg Meyer-Erlach (1877–1961), Chemiker und Studentenhistoriker

## Baudenkmäler
- St. Johannes (Erlach)

## Verkehr
Die Kreisstraße WÜ 52 führt an Zeubelried vorbei zur Staatsstraße 2270 bei Ochsenfurt. Die Kreisstraße WÜ 16/KT 4 führt nach Sommerhausen bzw. Kaltensondheim. Eine Gemeindeverbindungsstraße führt nach Sulzfeld am Main.